# Ортис, Педро
Педро Ортис Бернат (исп. Pedro Ortiz Bernat; родился 19 августа 2000, Сольер, Испания) — испанский футболист, полузащитник клуба «Севилья Атлетико».

## Футбольная карьера
Педро Ортис — уроженец Сольера, муниципалитета в Испании, входящего в провинцию Балеарские острова. Воспитанник команды «Атлетико Балеарес». 2 сентября 2018 года дебютировал за основную команду в поединке Сегунды Б против «Алькояно». 24 марта 2018 года в поединке против второй команды «Эспаньола» забил свой первый мяч в профессиональном футболе.
В июле 2019 года Ортис подписал с «Севильей» четырёхлетний контракт. Был отправлен играть во вторую команду, также выступающую в Сегунде Б, но только в другой группе. Дебютировал за новую команду 28 сентября 2019 года в поединке с «Кордовой». Всего в дебютном сезоне провёл за «Атлетико Балеарес» 20 встреч, забил 2 мяча. Также являлся игроком основы и в сезоне 2019/2020.
Перед сезоном 2021/2022 проходил сборы вместе с основной командой «Севильи». 15 августа 2021 года Педро Ортис дебютировал в Ла Лиге поединком против «Райо Вальекано», выйдя на замену на 90-й минуте матча первого тура вместо Жоана Жордана.

## Статистика выступлений
| Клуб              | Сезон            | Лига             | Лига  | Лига | Кубок | Кубок | Междунар. | Междунар. | Всего | Всего |
| Клуб              | Сезон            | Лига             | Матчи | Голы | Матчи | Голы  | Матчи     | Голы      | Матчи | Голы  |
| ----------------- | ---------------- | ---------------- | ----- | ---- | ----- | ----- | --------- | --------- | ----- | ----- |
| Атлетико Балеарес | 2018/2019        | Сегунда Б        | 15    | 1    | 0     | 0     | 0         | 0         | 15    | 1     |
| Севилья Атлетико  | 2019/2020        | Сегунда Б        | 20    | 2    | 0     | 0     | 0         | 0         | 20    | 2     |
| Севилья Атлетико  | 2020/2021        | Сегунда Б        | 19    | 1    | 0     | 0     | 0         | 0         | 19    | 1     |
| Севилья           | 2021/2022        | Лига 1           | 1     | 0    | 0     | 0     | 0         | 0         | 1     | 0     |
| Всего за карьеру  | Всего за карьеру | Всего за карьеру | 55    | 4    | 0     | 0     | 0         | 0         | 55    | 4     |